# Amerika
 Ovo je glavno značenje pojma Amerika. Za druga značenja pogledajte Amerika (razdvojba).
Amerika je grupno ime za kontinente Sjeverna Amerika, Središnja Amerika i Južna Amerika. Prema površini druga je najveća kontinenstka masa na svijetu, nakon Euroazije. Do otoka Newfoundlanda su prvi doplovili Vikinzi, a 1492. Kristofor Kolumbo je pristao na otok San Salvador.

## Povijest
Prvi ljudi došli su u Ameriku otprilike 20.000 godina prije Krista iz Azije u Aljasku. U Aljaski i Yukonu. 1.000 godine nakon Krista na Newfoundland je doplovio Leif Ericsson, normanski moreplovac. To otkriće je međutim samo otpjevano u vikinškim pjesmama. 1492. Kristofor Kolumbo je doplovio na otok San Salvador u Antilima, danas zvan Wrigley. Bio je uvjeren da je otkrio novi put prema Indiji pa je domorodce nazvao Indijancima. 1497. John Cabot istraživao je istočnu obalu današnjeg SAD-a. Pedro Alvarez Cabral je tri godine nakon Cabota otkrio obala današnjeg Brazila. Amerika je ime dobila po moreplovcu Amerigu Vespucciju, koji je doplovio na taj kontinent nakon Kolumba.  